# În lipsa mea (album)
În lipsa mea este primul album solo al lui Smiley, lansat la data de 10 martie 2008, la casa de discuri Cat Music. 
A primit un disc de aur și a fost desemnat Best Album la Romanian Music Awards. Albumul conține 10 piese, dintre care 5 au și videoclip.
Invitați pe acest album sunt Don Baxter, Uzzi, Alex Velea, Marius Moga & C.R.B.L.

## Ordinea pieselor
| Nr.             | Titlu                                                                         | Lungime |  |
| 1.              | „Cea mai tare piesă” (Feat. Don Baxter)                                       | 3:32    |  |
| 2.              | „Preocupat cu gura ta”                                                        | 3:53    |  |
| 3.              | „În lipsa mea” (Feat. Uzzi)                                                   | 3:38    |  |
| 4.              | „Designed to love you”                                                        | 3:16    |  |
| 5.              | „So cold” (Feat. C.R.B.L)                                                     | 3:51    |  |
| 6.              | „Pe unde îți umblă inima”                                                     | 3:42    |  |
| 7.              | „Am bani de dat (tengo dinero)” (Feat. Alex Velea, Don Baxter și Marius Moga) | 4:41    |  |
| 8.              | „De ai fi un cântec...” (Feat. Marius Moga)                                   | 3:57    |  |
| 9.              | „Simt că mor”                                                                 | 3:42    |  |
| 10.             | „Un pas înainte”                                                              | 3:21    |  |
| Lungime totală: | Lungime totală:                                                               | 38:33   |  |